# محمد امین‌نژاد
محمد امین‌نژاد (زادهٔ ۱۶ مرداد ۱۳۴۲ در تهران) دیپلمات ایرانی است. او از فروردین ۱۴۰۳ به عنوان سفیر ایران در فرانسه فعالیت می‌کند.
از جمله سوابق او می‌توان به سفیر ایران در نیجر و ساحل عاج (اکردیته نزد گابن و لیبریا) از سال ۱۳۸۸–۱۳۸۴، سفیر ایران در زیمبابوه (اکردیته نزد زامبیا) از سال ۱۳۹۵–۱۳۹۱ و سرپرست موقت سفارت ایران در آلبانی از سال ۱۴۰۱–۱۳۹۹ اشاره کرد.